# Bazeljan
Bazeljan [bazelján] (ukrajinsko Базелян, rusko Базелян) je ukrajinski, judovski in ruski priimek.

## Znane nosilke in nosilci priimka
- Eduard Mejerovič Bazeljan (*1936), ruski fizik
- Jakiv Lvovič Bazeljan (1925–1990), ukrajinski filmski režiser (brat Lazarja)
- Lazar Lvovič Bazeljan (1926–2001), ukrajinski astronom in heliofizik (brat Jakiva)